# 石川県立津幡高等学校
石川県立津幡高等学校（いしかわけんりつ つばたこうとうがっこう、英: Ishikawa Prefectural Tsubata High School）は、石川県河北郡津幡町字加賀爪にある公立の高等学校。一般的な通称は「幡高（ばたこう）」だが、創立記念誌や機関誌などでは「津高」と記載されることも多い。

## 設置学科
- 総合学科（2年次から下記の3系列に分かれる）
  - 進学系列
  - ビジネス系列
  - 園芸系列
- スポーツ健康科学科

## 教育目標・方針

### 教育目標
1. 自ら学ぶ意欲を養い、知性を磨き、生涯にわたって学び続ける態度を育成する。
2. 思いやりの心を育み、社会性と協調性のある心豊かな人間を育成する。
3. 心身を積極的に練磨し、健康で気力の充実したたくましい人間を育成する。

### 教育方針
心身ともにたくましく、調和のとれた人格の形成を期すとともに、社会に主体的に対応できる能力をみにつけた人間の育成を目指す。そのために、次の方針に基づき、教育目標の達成に努める。
1. 総合学科とスポーツ健康科学科の特性を発揮し、特色ある学校づくりを進める。
2. 絶えず教育活動の見直しを図り、創意工夫する中で活力ある学校づくりを進める。
3. 家庭や地域社会との連携を深め、地域社会への貢献などを通して信頼される学校づくりを進める。

## 沿革
- 1948年（昭和23年）
  - 4月 - 石川県立津幡農学校と石川県立津幡高等女学校統合して石川県立津幡高等学校となる（男女共学制）。
  - 9月 - 定時制課程設置。
  - 10月 - 定時制課程宇ノ気分校開校。
  - 11月 - 定時制課程内灘分校開校。
- 1949年（昭和24年）4月 - 総合制として普通、農業、商業、家庭の4課程を設置。定時制課程森本分校開設。
- 1950年（昭和25年）6月 - 西校舎（旧女学校校舎）焼失。定時制課程内灘分校廃止。
- 1963年（昭和38年）
  - 4月 - 定時制昼間二部制となる。
  - 10月 - 図書館増改築、記念館落成。
- 1966年（昭和41年）4月 - 定時制押水教場（農業科）開設。
- 1968年（昭和43年）
  - 11月 - 新校舎完成（普通教室・管理棟）。
  - 12月 - 第1体育館完成。
- 1969年（昭和44年）4月 - 全日制農業科を廃止し、新たに園芸科を設置。定時制押水教場募集停止。
- 1970年（昭和45年）
  - 4月 - 全日制商業科募集停止（商業科は分離独立して石川県立河北台商業高等学校となる）。
  - 7月 - 格技館竣工。
- 1971年（昭和46年）8月 - 新図書館落成。
- 1975年（昭和50年）10月 - 特別教室棟完成。
- 1979年（昭和54年）11月 - 第2体育館完成。
- 1980年（昭和55年）8月 - 園芸科実験棟完成。
- 1985年（昭和60年）5月 - 園芸教室棟増築。
- 1986年（昭和61年）4月 - 全日制普通科に体育コースを設置。
- 1989年（平成元年） - ソウル体育高校（韓国）と姉妹校提携（※2012年解消[1]）。
- 1990年（平成2年）10月 - 同窓会館落成。
- 1992年 （平成4年）4月- 全日制普通科体育コースを募集停止し、新たに全日制体育科を設置。
- 1994年（平成6年）4月 - 定時制普通科募集停止。
- 1996年（平成8年）3月 - 定時制課程閉校。「希望の像」再建。
- 1998年（平成10年）3月 - 部室棟完成。
- 2000年（平成12年）11月 - 第1期校舎耐震工事終了。
- 2001年（平成13年）
  - 4月 - 普通科、園芸科を募集停止し、総合学科に学科改編。
  - 12月 - 第2期校舎耐震工事終了。
- 2002年（平成14年）
  - 3月 - フィットネスルーム完成。
  - 4月 - 2学期制を導入。
  - 12月 - 第3期校舎耐震工事完了（校舎耐震工事完了）。
- 2006年（平成18年）9月 - 第1体育館耐震工事終了。
- 2013年（平成25年）4月 - 体育科をスポーツ健康科学科に学科改編。
- 2015年（平成27年）
  - 4月 - 3学期制導入。
  - 11月 - 図書館棟大規模改造・耐震補強工事終了。
- 2016年（平成28年）
  - 3月 - 格技場大規模改造・耐震補強工事終了。
  - 10月 - 特別教室棟大規模改修工事終了。
- 2019年（令和元年）11月 - 管理棟大規模改修工事終了。
- 2020年（令和2年）4月 - 普通教室・特別教室棟空調設備整備工事終了。
- 2021年（令和3年）3月 - 校内通信ネットワーク整備工事終了（普通教室・体育館）。

### 旧石川県立津幡農学校
- 1924年（大正13年）4月 - 津幡町ほか13町村組合立河北農蚕学校として開校。
- 1926年（大正15年）4月 - 石川県立津幡農蚕学校と改称。
- 1936年（昭和11年）3月 - 石川県立津幡農学校と改称。
- 1948年（昭和23年）4月 - 石川県立津幡高等女学校と統合して石川県立津幡高等学校となる。

### 旧石川県立津幡高等女学校
- 1927年（昭和2年）4月 - 津幡町ほか5町村組合津幡高等女学校として開校。
- 1929年（昭和4年）4月 - 石川県立津幡高等女学校と改称。
- 1948年（昭和23年）4月 - 石川県立津幡農学校と統合して石川県立津幡高等学校となる。

## 部活動
- 運動部 - 陸上競技、野球、バスケットボール（男・女）、バドミントン（男・女）、ソフトボール（女）、サッカー、柔道、剣道、なぎなた、ウエイトリフティング、ボート、弓道、射撃
- 文化部 - 茶道、華道、吹奏楽（軽音楽）、美術、科学、パソコン、園芸（農蚕）、JRC

## 校歌
作詞：川口久雄、作曲：佐々木宣男

## 所在地
〒929-0325 石川県河北郡津幡町字加賀爪ヲ45番地

## アクセス
- JR七尾線中津幡駅 徒歩約6分
- IRいしかわ鉄道線津幡駅 徒歩約20分
- 北鉄金沢バス（32番・柳橋円光寺線、87番・津幡線）「津幡中央」停留所 徒歩約10分
- 津幡町営バス（池ケ原線）「津幡高校前」停留所、または（相窪線、九折線）「津幡高校正門前」停留所 徒歩約1分

## 著名な関係者
- 谷口貴都 - 法学者、元高岡法科大学教授
- 中川了滋 - 弁護士、最高裁判所判事
- 金丸雄介 - 北京オリンピック柔道73kg級日本代表
- 下出善紀 - 柔道選手
- 新田雅史 - 柔道選手
- 鍛冶宏美 - 柔道選手
- 広村麻衣 - 柔道選手
- 渕田萌生 - 柔道選手
- 坂本美樹 - バスケットボール選手
- 佐藤千裕 - バスケットボール選手
- 池田智美 - バスケットボール選手
- 森川元気 - バストロンボーン奏者

## その他
- 校内文化祭の名称は「津高祭」で、毎年秋に開催されている。
- 1999年（平成11年）5月の石川県高等学校再編整備計画[2]の中で、河北台商業高校（2003年3月末閉校）との統合が発表され、2001年（平成13年）4月の普通科・園芸科から総合学科への学科改編では、そのカリキュラムの中に河北台商業高校の商業教育を取り入れて受け継がれることになった。